# Пам'ятна військова медаль (Австрія)
Пам'ятна військова медаль (нім. Kriegserinnerungsmedaille) — нагорода Першої Австрійської Республіки, заснована 21 грудня 1932 року для нагородження учасників Першої світової війни.

## Опис
Кругла медаль з діаметром 33 мм, виготовлена з томпака. На аверсі зображений орел з розкинутими крилами, який дивиться наліво і тримає в кігтях герб Австрії. Під орлом - напис FÜR ÖSTERREICH (укр. ЗА АВСТРІЮ). На реверсі — роки війни 1914-1918.
Медаль носили на лівому боці грудей на трикутній колодці (чоловіки) або банті (жінки) з біло-червоною стрічкою.

## Умови нагородження
Право на отримання медалі мали:
- солдати;
- державні службовці;
- цивільні, які турбувались про поранених;
- медпрацівники.

Згідно з указом від 10 листопада 1933 року, особи, нагороджені медаллю за хоробрість, Військовим Хрестом Карла чи медаллю «За поранення», отримували медаль зі схрещеними мечами на стрічці.
Нагородження медаллю здійснював міністр збройних сил Австрії.

## Відомі нагороджені[1]
- Франц Альдріан
- Отто Дрешер
- Ернст Янза
- Фрідріх Вільгельм Кайзер
- Райнгольд Куцки
- Курт фон Лібенштайн
- Александер Лер
- Ергард Раус